# Круше-Лубниці
Круше-Лубниці (пол. Krusze-Łubnice) — село в Польщі, у гміні Колаки-Косьцельні Замбровського повіту Підляського воєводства.
Населення — 107 осіб (2011).
У 1975-1998 роках село належало до Ломжинського воєводства.

## Демографія
Демографічна структура станом на 31 березня 2011 року:
|          | Загалом | Допрацездатний вік | Працездатний вік | Постпрацездатний вік |
| -------- | ------- | ------------------ | ---------------- | -------------------- |
| Чоловіки | 57      | 10                 | 41               | 6                    |
| Жінки    | 50      | 7                  | 28               | 15                   |
| Разом    | 107     | 17                 | 69               | 21                   |